# Nuit et brouillard
Pour les articles homonymes, voir Nuit et brouillard (homonymie).

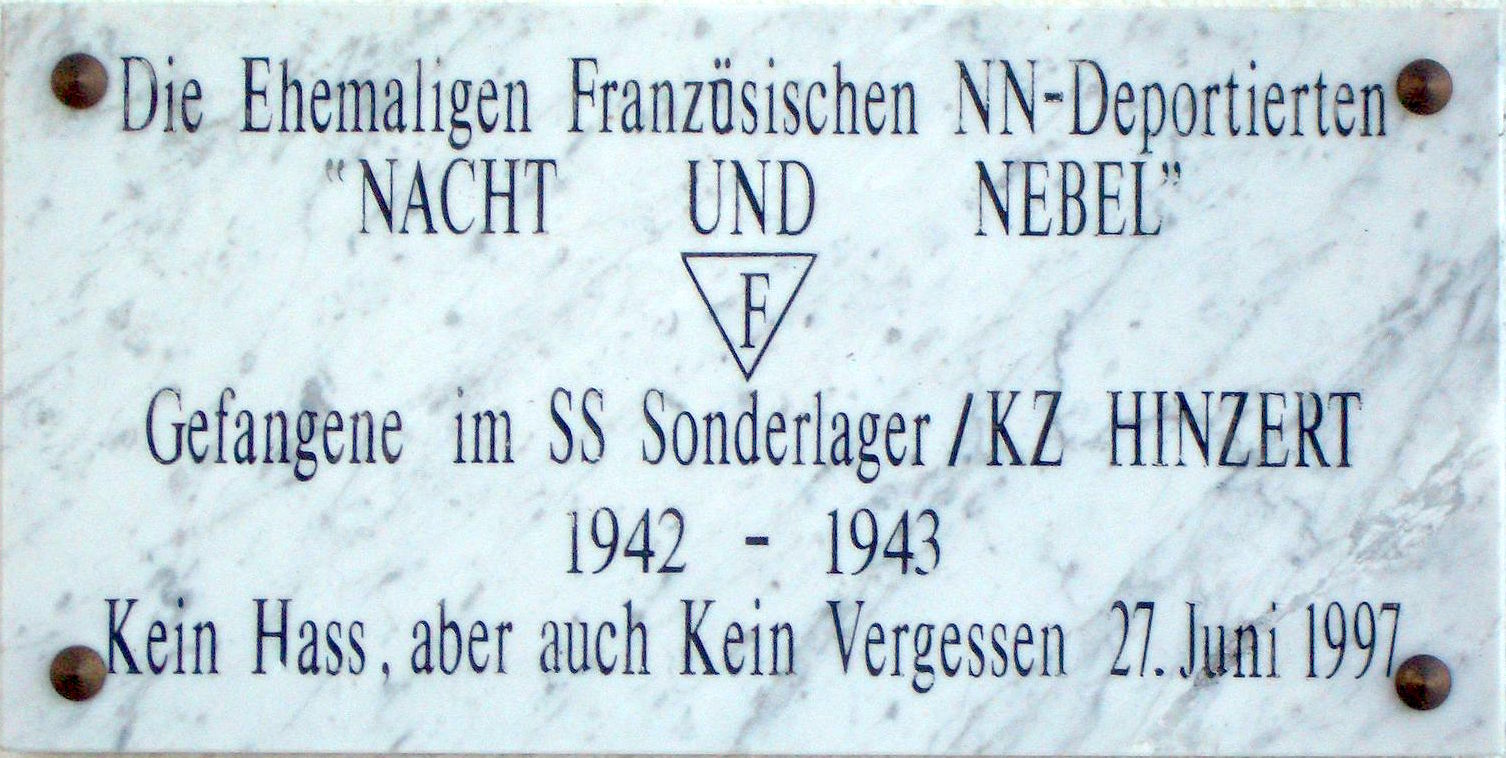
Plaque commémorative des victimes françaises du camp de concentration de Hinzert, qui montre l'expression Nacht und Nebel.

« Nuit et brouillard » (décret dit en allemand Nacht und Nebel, ou NN) est le nom de code des « directives sur la poursuite pour infractions contre le Reich ou contre les forces d’occupation dans les territoires occupés » (Richtlinien für die Verfolgung von Straftaten gegen das Reich oder die Besatzungsmacht in den besetzten Gebieten). Elles sont l'application d'un décret du 7 décembre 1941 signé par le maréchal Keitel ordonnant la déportation de tous les ennemis ou opposants du Troisième Reich, et que ces personnes disparaîtront dans le secret total et l'anonymat.
En application de ce décret, il était possible de transférer en Allemagne les ressortissants des pays occidentaux occupés (France, Norvège, Pays-Bas, Belgique et Luxembourg) représentant « un danger pour la sécurité de l'armée allemande » (saboteurs, résistants, opposants ou réfractaires à la politique ou aux méthodes du Troisième Reich) et à terme, de les faire disparaître dans un secret absolu.

## Contexte
L'article 10 de l'armistice du 22 juin 1940 entre la France et l'Allemagne disait : « Art. 10. — Le gouvernement français s’engage à n’entreprendre à l’avenir aucune action hostile contre le Reich allemand avec aucune partie des forces armées qui lui restent ni d’aucune autre manière. Le gouvernement français empêchera également les membres des forces armées françaises de quitter le territoire français et veillera à ce que ni des armes ni des équipements quelconques, ni navires, avions, etc., ne soient transférés en Angleterre ou à l’étranger. Le gouvernement français interdira aux ressortissants français de combattre contre l’Allemagne au service d’États avec lesquels l’Allemagne se trouve encore en guerre. Les ressortissants français qui ne se conformeraient pas à cette prescription seront traités par les troupes allemandes comme francs-tireurs ».
Se fondant sur de tels articles, les dirigeants nazis considéraient que les résistants des pays qui avaient signé un armistice avec l'Allemagne ou capitulé n'étaient pas protégés par les conventions de La Haye (la première en 1899 et la seconde conférence de La Haye en 1907). Ces conventions définissaient des devoirs non seulement envers les membres des armées nationales, mais envers tous les belligérants qui portaient les armes ouvertement et respectaient eux-mêmes les lois et coutumes de la guerre.
Le point de vue allemand a été combattu du côté français. Le procureur François de Menthon a déclaré au procès de Nuremberg : « Certes, les membres de la résistance ne remplissaient que rarement les conditions prévues par les conventions de La Haye pour être considérés comme des combattants réguliers. Ils pouvaient être condamnés à mort comme francs-tireurs et exécutés. Mais ils furent assassinés sans jugement dans la plupart des cas et après avoir été souvent affreusement torturés ». Les arguments suivants ont également été soutenus par des Français : l'armistice n'est pas la paix, leur pays est toujours en guerre contre l'Allemagne ; en France, l'occupant a, dès le départ, violé les stipulations de accords de Rethondes par la création de la zone interdite et le rattachement au Reich de la Moselle et de l'Alsace,, avant l'invasion de la zone libre. Les nazis ont cherché une base juridique justifiant de mauvais procédés qui auraient été pratiqués de toute façon.[réf. nécessaire]
Le 7 décembre 1941, le chef des SS Himmler fait parvenir ces instructions à la Gestapo : « Après mûre réflexion, la volonté du Führer est de modifier les mesures à l'encontre de ceux qui se sont rendus coupables de délits contre le Reich ou contre les forces allemandes dans les zones occupées. Notre Führer est d'avis qu'une condamnation au pénitencier ou aux travaux forcés à vie envoie un message de faiblesse. La seule force de dissuasion possible est soit la peine de mort, soit une mesure qui laissera la famille et le reste de la population dans l'incertitude quant au sort réservé au criminel. La déportation vers l'Allemagne remplira cette fonction ».

Le maréchal Keitel publie une lettre qui dit explicitement : 
« A. Les prisonniers disparaîtront sans laisser de trace
   B. Aucune information ne sera donnée sur leur lieu de détention ou sur leur sort. »

## Précédents en Allemagne
- « Schutzhaft » (détention de sûreté) sans jugement pour une durée indéterminée dans une prison ou un camp ;
- peine de prison à temps après une procédure devant des tribunaux spéciaux, les « Sondergerichte » ;
- « mise au camp » pour une durée indéterminée au terme de la peine de prison à temps.

## Contenu du décret NN
Le décret NN dispose :
- ne sont à juger dans les pays occupés que les crimes à coup sûr justiciables de la peine de mort et à condition que celle-ci puisse être appliquée dans un délai inférieur ou égal à huit jours ;
- les inculpés qui ne rempliraient pas ces deux conditions sont à déporter en Allemagne sous le secret absolu. Ils seront isolés du monde et, soit jugés en Allemagne, soit internés dans un camp ;
- la seule réponse à faire à des organismes étrangers ou allemands qui poseraient des questions sur ces disparus est : « l'état de la procédure ne permet de donner aucune information. »

## Texte du décret
Directives pour la poursuite des délits commis dans les territoires occupés contre l'État allemand ou la puissance occupante, du 7 décembre 1941.
Dans les territoires occupés, les éléments communistes et autres cercles hostiles à l’Allemagne ont intensifié leurs efforts contre l’État allemand et les puissances occupantes depuis le début de la campagne russe. L'ampleur et le danger de ces machinations nous obligent à prendre des mesures dissuasives sévères. Tout d’abord, les directives suivantes doivent être appliquées :
I. Dans les territoires occupés, la peine adéquate pour les délits commis contre l'État allemand ou la puissance occupante et mettant en danger leur sécurité ou leur état de préparation est en principe la peine de mort.
II. En règle générale, les délits énumérés au premier paragraphe, ne doivent être traités dans les pays occupés que s'il est probable qu'une condamnation à mort soit prononcée contre l'auteur de l'infraction, au moins l'auteur principal de l'infraction, et si le procès et l'exécution peuvent être menés à leur terme. en très peu de temps. Dans le cas contraire, les contrevenants, au moins les contrevenants principaux, doivent être emmenés en Allemagne.
III. Les prisonniers emmenés en Allemagne ne sont soumis à la procédure militaire que si des intérêts militaires particuliers l'exigent. Si les autorités allemandes ou étrangères s'enquièrent de ces prisonniers, elles doivent être informées qu'ils ont été arrêtés mais que la procédure ne permet pas d'obtenir d'autres informations.
IV. Les Commandants dans les territoires occupés et les autorités judiciaires, dans le cadre de leur juridiction, sont personnellement responsables de l'observation du présent décret.
V. Le Chef du Haut Commandement des Forces Armées détermine dans quels territoires occupés le présent décret doit être appliqué. Il est habilité à expliquer et à émettre des décrets et des compléments. Le ministre de la Justice du Reich édictera des décrets dans son propre ressort.

## Application du décret NN
Au départ, les détenus NN tombent sous le coup d'une Schutzhaft aggravée par le strict isolement individuel (strenge Einzelhaft, mise au secret), jusqu'au jugement éventuel par un Sondergericht (tribunal d'exception) local ou par le 2e Sénat du Volksgerichtshof en tournée[réf. nécessaire].
Majoritairement Français, Belges, Hollandais et Norvégiens, les détenus ainsi marqués n'auront connaissance de leur statut qu'après la guerre. Ils voient bien qu'ils ne reçoivent ni courrier ni colis. Ils n'ont pas le droit d'écrire. Tous les déportés ne sont pas NN, mais tous les NN sont déportés. Ils ne sont pas tous condamnés à mort ; nombre d'entre eux sont sous le coup de condamnations à des peines de prison ou de travaux forcés. Les détenus en fin de peine sont « mis au camp » sans spécification de durée. Dès l'arrivée de ces détenus dans les camps, les lettres NN, de couleur rouge ou jaune selon les catégories, sont peintes sur leurs vêtements. Ils subissent particulièrement les sévices des gardiens SS ou des kapos.
En 1943, la Gestapo décide, sans en informer la Wehrmacht, d'un autre type de déportation NN. Elle transfère une partie des prisonniers de la Wehrmacht, qui auraient dû être jugés, directement en camps de concentration. Ainsi, il existe désormais deux sortes de déportés NN : les « déportés NN-Wehrmacht » et les « déportés NN-Gestapo »,.
À l'automne 1944, devant l'échec manifeste de la politique NN (la dissuasion est nulle, le nombre d'insurgés augmentant sans cesse), le régime NN est partiellement levé. Les Allemands vident leurs prisons et leurs bagnes surpeuplés des détenus NN qui sont mis au régime commun dans les camps de concentration où les résistants sont envoyés sans procédure ni jugement. Du statut NN, seule subsiste la privation de colis et de courrier qui, dans bien des cas, sera fatale.[réf. nécessaire]

## Origine de l'expression
Selon certains, le statut Nacht und Nebel aurait été nommé ainsi par allusion à un passage de l'opéra de Wagner L'Or du Rhin, dans lequel Alberich, roi des Nibelungen, coiffé du casque magique, se change en colonne de fumée et disparaît tandis qu'il chante « Nacht und Nebel, niemand gleich » (« Nuit et brouillard, plus personne »).
En fait, « bei Nacht und Nebel » était, dès avant la création de cet opéra (1869), une expression allemande courante pour dire « à la faveur de la nuit ».
Selon certains historiens, « Nacht und Nebel » serait une interprétation surajoutée (par les nazis eux-mêmes) à l'abréviation NN de Nomen nescio (latin signifiant « je ne connais pas le nom »), utilisée en allemand (et en néerlandais) pour désigner une personne qu'on ne veut pas ou ne peut pas nommer. C'est dans le sens de Nomen Nescio que l'administration des camps aurait d'abord utilisé les lettres NN. D'après Jean-Luc Bellanger, on trouve dès le 25 novembre 1942 l'expression « Nacht und Nebel-Erlass » (« ordonnance Nacht und Nebel ») pour désigner l'ordonnance de Keitel, mais l'ordonnance elle-même ne contient ni l'abréviation « NN » ni les mots « Nacht und Nebel ».